# Интелипедия
Интелипедия (друго название – Шпионопедия) – закрита енциклопедия, създадена на wiki-платформа и работеща в Joint Worldwide Intelligence Communications System (JWICS произнася се JAYwicks), мрежа създадена на основата на модифициран протокол TCP/IP, която обединява всичките 16 спецслужби на САЩ, армията, Държавния департамент и други органи с достъп до разузнавателна информация.
Създадена е на 17 април 2006 г. Главният сървър се намира във Fort Meade, в щата Мериленд. През ноември 2006 г. „Интелипедия“ съдържаше 28 000 статии и 3600 потребители. Понастоящем тя разполага с над един милион страници, свързани с шпионажа, около 100 хил. потребителски профила и средно по 5000 редакции на страници дневно, ползвани от 16-те агенции, съставляващи американската разузнавателна общност.
„Интеллипедия“ е хранилище на докладите на спецслужбите, свързани с въпросите на вътрешната и външната политика на САЩ.
Статиите в Интелипедия имат гриф „секретно“ и „важно“. Достъпът към тях е ограничен. На входната страница на сайта стои съобщение:"Компютърните системи на правителството на САЩ (USG) са предназначени за обработка само на официална USG информация. Използването на тази система е ограничена само за оторизирани потребители. Системата се контролира за да се гарантира сигурността на информацията, целостта на системата, както и за ограничаване на използването само за официални цели. Използването на компютърни системи USG представлява съгласие за наблюдение, като неразделна част от системата за управление. Ако не искате мониторинг или не сте оторизиран потребител на тази система, излезте от системата веднага."
Гугъл предоставя редица разработки и технологии на американските разузнавателни агенции, като например Агенцията за национална безопасност използва сървъри с търсачки на „Гугъл“. Компанията е предоставила и цялата нужна технология за работата на Интелипедия, включително и стриктната система за достъп до информация.

## Погледни още
- Diplopedia
- DoDTechipedia
- A-Space
- Bureaupedia - онлайн енциклопедията на ФБР